# روغن پنبه‌دانه

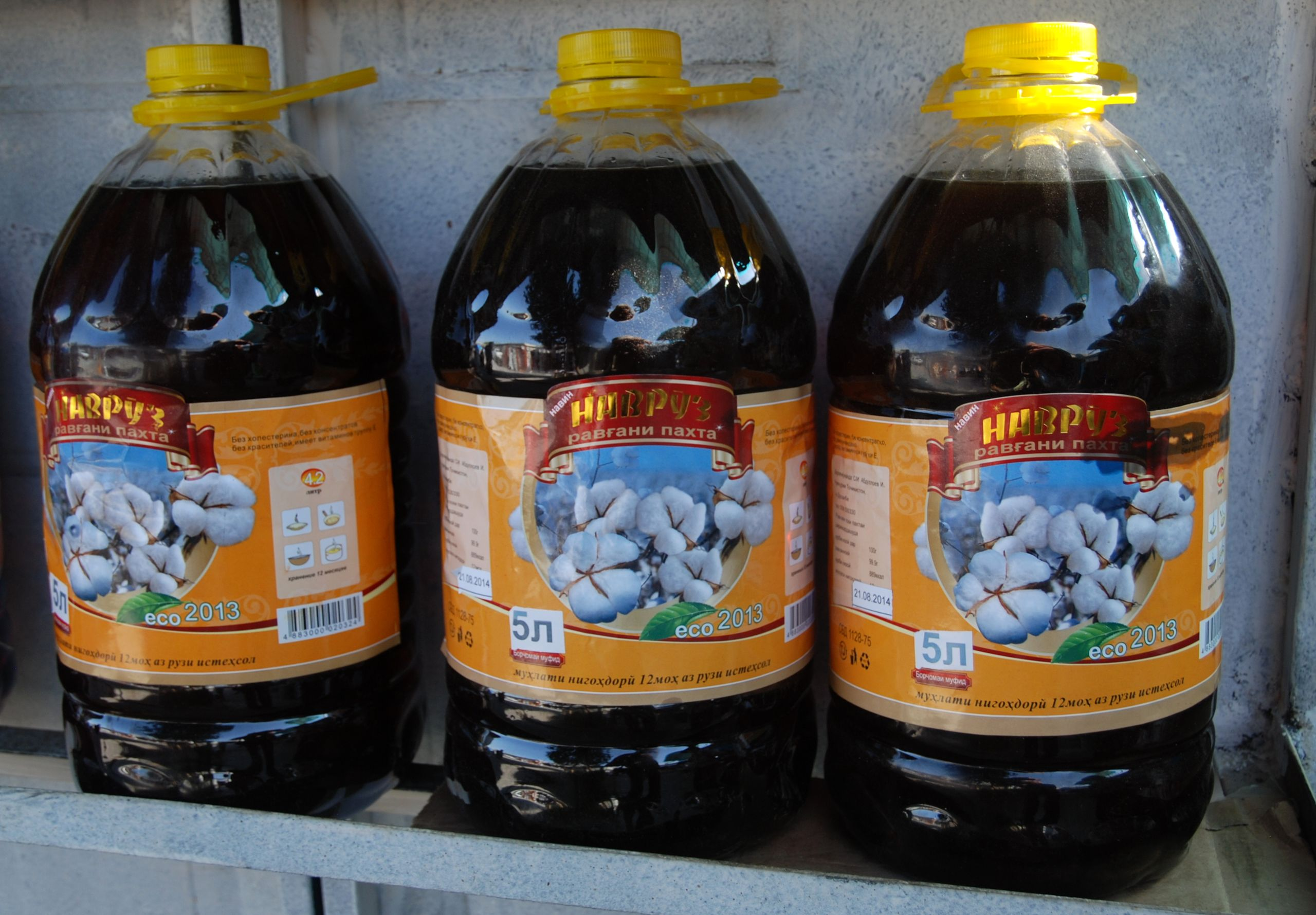
روغن پنبه‌دانه

روغن پنبه دانه، نوعی روغن نباتی است که از دانه‌های گیاه پنبه استخراج می‌شود. این روغن را پس از جدا نمودن پنبه دانه از لیف، به دست می‌آورند. این روغن را حتماً باید برای مصارف خوراکی تصفیه کنند تا گوسیپول، نوعی سم طبیعی که در دانه‌های پنبه وجود دارد و آن‌ها را از آفت ناشی از حشرات حفظ می‌کند، را از روغن جدا نمایند. روغن پنبه دانه اصلاً کلسترول نداشته و میزان اسید چرب ترانس آن هم بسیار پایین می‌باشد. معمولاً در تهیهٔ چیپس سیب زمینی و دیگر انواع اسنک از این روغن استفاده می‌کنند. 
روغن پنبه دانه از گروه روغن‌های نیمه خشک شونده با شاخص یدی 100 تا 140 است متن صفحه.[1]
به دلیل استعمال روغن‌های گیاهی در صنایع مختلف میزان خشک شوندگی آن‌ها مهم است این درجه از روی شاخص یدی تعیین می‌شود. که عبارت است از مقدار ید لازم برای اشباع کردن اتصال باندهای مضاعف 100 گرم روغن است. هرچه ضریب یدی بالاتر باشد یعنی روغن از اسیدهای چرب غیر اشباع زیاد تری دارد، بنابراین امکان اکسیده شدن زیاد تری دارد و در نتیجه خاصیت خشک شوندگی بیشتری خواهد داشت.[2]	 
همچون روغن دانه سویا، روغن پنبه دانه را هم اغلب به‌طور جزئی یا کلی هیدروژنه می‌کنند. مشکلی که در زمینه هیدروژنه نمودن چربی ترانس وجود دارد این است که این گونه روغن‌ها بسیار برای سلامتی مضرند. روغن پنبه دانه اولین روغنی بود که آن را هیدروژنه نمودند و البته در آن زمان برای مصارف خوراکی به کار نمی‌رفت، بلکه در تولید شمع از این روغن استفاده می‌کردند. 
ثابت شده‌است که مصرف pix سبب افزایش در نسبت اسیدهای چرب غیر اشباع (اولئیک و لینولئیک ) به اسیدهای چرب اشباع مانند مرستئیک، پالمئیک و اسید استئاریک در روغن پنبه دانه می‌شود.[2] 
pix یک تنظیم‌کننده رشد ( کندکننده رشد ) است که برای جلوگیری از رشد رویشی پنبه در زمان گلدهی مصرف می‌شود[3] 

## مقایسه با دیگر روغن‌ها
| روغن‌های گیاهی                        | روغن‌های گیاهی      | روغن‌های گیاهی              | روغن‌های گیاهی                  | روغن‌های گیاهی                  | روغن‌های گیاهی                  | روغن‌های گیاهی     | روغن‌های گیاهی                       |
| نوع                                  | اسید چرب اشباع شده | اسیدهای چرب اشباع نشده منو | اسیدهای چرب اشباع نشده چندگانه | اسیدهای چرب اشباع نشده چندگانه | اسیدهای چرب اشباع نشده چندگانه | اسید اولئیک (ω-۹) | نقطه دود                            |
| نوع                                  | اسید چرب اشباع شده | اسیدهای چرب اشباع نشده منو | کل چندگانه                     | آلفا لینولنیک اسید (ω-۳)       | اسید لینولئیک (ω-۶)            | اسید اولئیک (ω-۹) | نقطه دود                            |
| غیر هیدروژنه کردن                    | غیر هیدروژنه کردن  | غیر هیدروژنه کردن          | غیر هیدروژنه کردن              | غیر هیدروژنه کردن              | غیر هیدروژنه کردن              | غیر هیدروژنه کردن | غیر هیدروژنه کردن                   |
| ------------------------------------ | ------------------ | -------------------------- | ------------------------------ | ------------------------------ | ------------------------------ | ----------------- | ----------------------------------- |
| کانولا (کلزا)                        | ۷٫۳۶۵              | ۶۳٫۲۷۶                     | ۲۸٫۱۴۲                         | ۹-۱۱                           | ۱۹-۲۱                          | —                 | ۴۰۰ درجه فارنهایت (۲۰۴ درجه سلسیوس) |
| روغن نارگیل                          | ۹۱٫۰۰              | ۶٫۰۰۰                      | ۳٫۰۰۰                          | —                              | ۲                              | ۶                 | ۳۵۰ درجه فارنهایت (۱۷۷ درجه سلسیوس) |
| روغن ذرت                             | ۱۲٫۹۴۸             | ۲۷٫۵۷۶                     | ۵۴٫۶۷۷                         | ۱                              | ۵۸                             | ۲۸                | ۴۵۰ درجه فارنهایت (۲۳۲ درجه سلسیوس) |
| روغن پنبه‌دانه                        | ۲۵٫۹۰۰             | ۱۷٫۸۰۰                     | ۵۱٫۹۰۰                         | ۱                              | ۵۴                             | ۱۹                | ۴۲۰ درجه فارنهایت (۲۱۶ درجه سلسیوس) |
| روغن بزرک                            | ۶–۹                | ۱۰–۲۲                      | ۶۸–۸۹                          | ۵۶–۷۱                          | ۱۲–۱۸                          | ۱۰–۲۲             | ۲۲۵ درجه فارنهایت (۱۰۷ درجه سلسیوس) |
| روغن زیتون                           | ۱۴٫۰۰              | ۷۲٫۰۰                      | ۱۴٫۰۰                          | <1.۵                           | ۹–۲۰                           | —                 | ۳۸۰ درجه فارنهایت (۱۹۳ درجه سلسیوس) |
| روغن نخل                             | ۴۹٫۳۰۰             | ۳۷٫۰۰۰                     | ۹٫۳۰۰                          | —                              | ۱۰                             | ۴۰                | ۴۵۵ درجه فارنهایت (۲۳۵ درجه سلسیوس) |
| روغن بادام زمینی                     | ۱۶٫۹۰۰             | ۴۶٫۲۰۰                     | ۳۲٫۰۰۰                         | —                              | ۳۲                             | ۴۸                | ۴۳۷ درجه فارنهایت (۲۲۵ درجه سلسیوس) |
| روغن گلرنگ (>۷۰% اسید لینولئیک)      | ۸٫۰۰               | ۱۵٫۰۰                      | ۷۵٫۰۰                          | —                              | —                              | —                 | ۴۱۰ درجه فارنهایت (۲۱۰ درجه سلسیوس) |
| گلرنگ (اولیک بالا)                   | ۷٫۵۴۱              | ۷۵٫۲۲۱                     | ۱۲٫۸۲۰                         | —                              | —                              | —                 | ۴۱۰ درجه فارنهایت (۲۱۰ درجه سلسیوس) |
| روغن سویا                            | ۱۵٫۶۵۰             | ۲۲٫۷۸۳                     | ۵۷٫۷۴۰                         | ۷                              | ۵۰                             | ۲۴                | ۴۶۰ درجه فارنهایت (۲۳۸ درجه سلسیوس) |
| روغن آفتابگردان (>۶۰% اسید لینولئیک) | ۱۰٫۱۰۰             | ۴۵٫۴۰۰                     | ۴۰٫۱۰۰                         | ۰٫۲۰۰                          | ۳۹٫۸۰۰                         | ۴۵٫۳۰۰            | ۴۴۰ درجه فارنهایت (۲۲۷ درجه سلسیوس) |
| روغن آفتابگردان (اولیک بالا)         | ۹٫۸۵۹              | ۸۳٫۶۸۹                     | ۳٫۷۹۸                          | —                              | —                              | —                 | ۴۴۰ درجه فارنهایت (۲۲۷ درجه سلسیوس) |
| هیدروژنه کردن کامل                   |                    |                            |                                |                                |                                |                   |                                     |
| روغن پنبه‌دانه                        | ۹۳٫۶۰۰             | ۱٫۵۲۹                      | .۵۸۷                           |                                | .۲۸۷                           |                   |                                     |
| روغن نخل                             | ۴۷٫۵۰۰             | ۴۰٫۶۰۰                     | ۷٫۵۰۰                          |                                |                                |                   |                                     |
| روغن سویا (هیدروژنه)                 | ۲۱٫۱۰۰             | ۷۳٫۷۰۰                     | .۴۰۰                           | .۰۹۶                           |                                |                   |                                     |
| عددها بر پایه (%) وزن کلی چربی است.  |                    |                            |                                |                                |                                |                   |                                     |